# Cantone di Neuvic (Dordogna)
Il Cantone di Neuvic era una divisione amministrativa dell'arrondissement di Périgueux.
A seguito della riforma approvata con decreto del 21 febbraio 2014, che ha avuto attuazione dopo le elezioni dipartimentali del 2015, è stato soppresso.

## Composizione
Comprendeva i comuni di:
- Beauronne
- Chantérac
- Douzillac
- Neuvic
- Saint-André-de-Double
- Saint-Aquilin
- Saint-Germain-du-Salembre
- Saint-Jean-d'Ataux
- Saint-Séverin-d'Estissac
- Saint-Vincent-de-Connezac
- Vallereuil